# Sylvia Riestra
Sylvia Riestra (Montevideo, 23 de diciembre de 1958 - 18 de octubre de 2023) es una escritora y profesora uruguaya.

## Biografía
En 1983 obtuvo una primera mención especial en el concurso de poesía Premio Imagonías de la Editorial Imago.
Ha publicado libros de divulgación, crítica literaria y poesía. También ha intervenido con poemas, notas críticas, y reportajes, en diarios , revistas y libros de su país y del extranjero.
Murió el 18 de octubre de 2023.

## Obra

### Divulgación y crítica literaria
- Pliegos de arte y poesía. Ed. Club del Libro. Montevideo. 1980-1982
- Delmira y su mundo. Ed. Club del Libro. Montevideo, 1982-1983.

### Poesía
- Estruendo mudo. En "Antología 83".  Ed. Imago. Uruguay. Montevideo, 1983.
- Ocupación del miedo. Ediciones de la Universidad de la República. Uruguay. Montevideo, 1987
- La casa emplumada. Ed. Premio de la cadena. Feria Nacional de Libros y Grabados. Uruguay. Montevideo, 1989
- Entre dos mares. Ed. Caracol al galope. Uruguay. Montevideo, 2002
- Palabras de rapiña. Ed. Caracol al galope. Uruguay. Montevideo, 2002.
- Sincronías y celebraciones. Artefato. Uruguay. Montevideo, 2006.
- Tramas de la mirada. El cual tiene dos partes, la primera es "Miradas" y la segunda es una antología del anterior, ("Sincronías y celebraciones"). Ático Ediciones. Uruguay. Montevideo, 2008.

## Premios
Su poesía fue premiada por La casa del autor nacional, la Intendencia de Montevideo, la Universidad de la República, la Feria Nacional de Libros y Grabados, el Ministerio de Educación y Cultura de Uruguay y la fundación B'nai B'rith.